# Richard Hasenclever
Richard Hasenclever (* 16. Mai 1812 in Ehringhausen (Remscheid); † 8. Juni 1876 in Düsseldorf) war Schriftsteller, Sanitätsrat, Mitbegründer der altkatholischen Bewegung und Reichstagsabgeordneter.

## Leben und Wirken

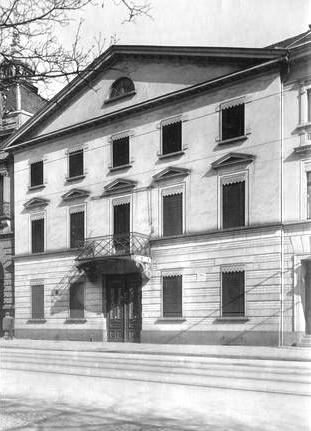
Hofgartenstraße 8, Sterbehaus von Friedrich Wilhelm von Schadow

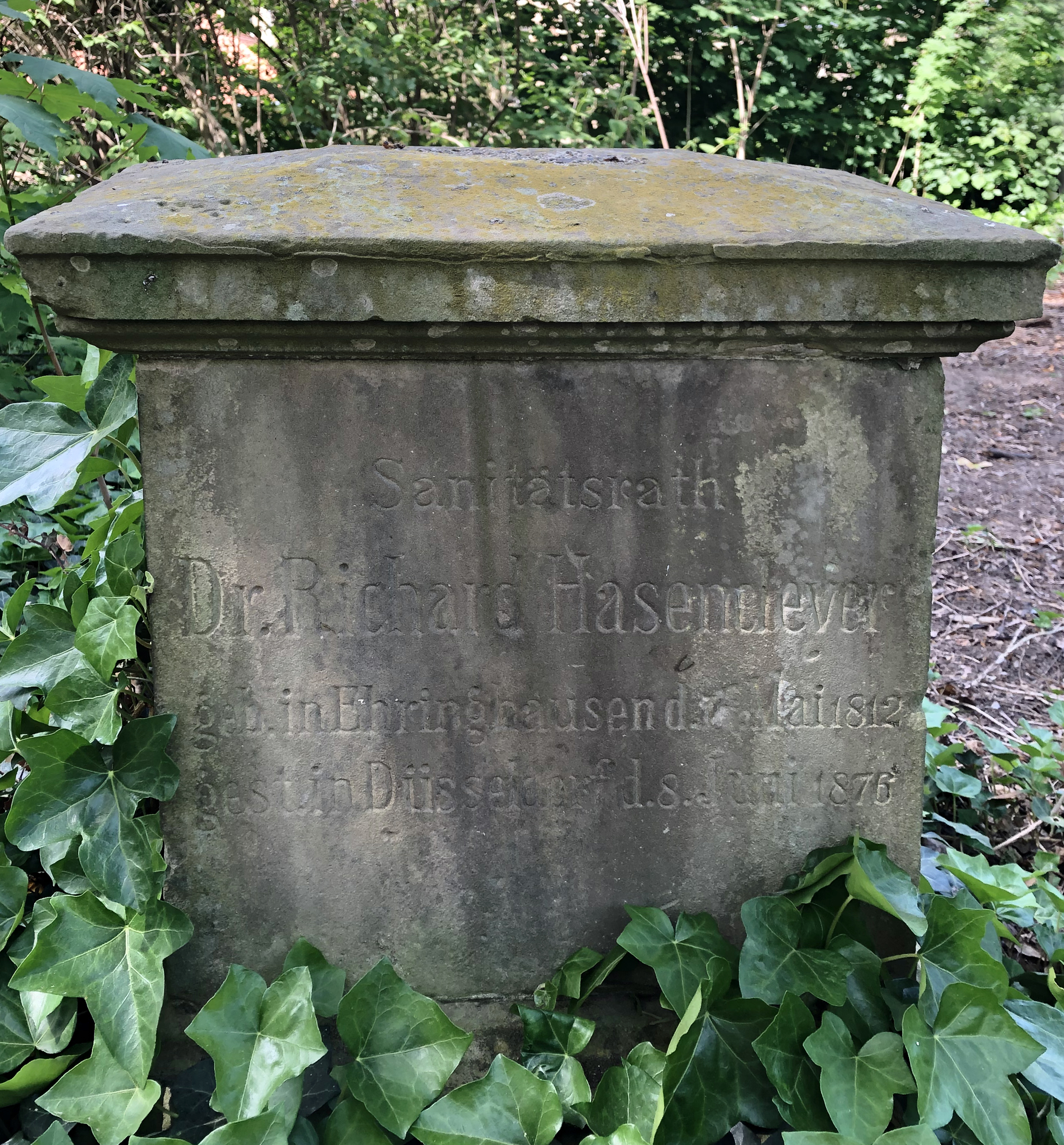
Grabstätte Richard Hasenclever auf dem südlichen Teil des Golzheimer Friedhofs

Richard Hasenclever war der Sohn des Kaufmannes David Hasenclever und der Henriette, geb. Schlosser, sowie Bruder des Kaufmanns Ernst Hasenclever und des Landrates Georg Hasenclever. Er studierte Medizin in Bonn und Berlin. Während seines Studiums wurde er 1832 Mitglied der Burschenschaft Marcomannia Bonn. Danach ließ er sich in Düsseldorf als Arzt nieder. 1845 vermählte er sich mit Sophie (1824–1892), der Tochter von Friedrich Wilhelm von Schadow, die als Dichterin und Übersetzerin bekannt wurde. Später wurde Hasenclever Kreisphysikus in Grevenbroich und leitete ein Militärhospital als Sanitätsrat.
1873 gründete Hasenclever gemeinsam mit Gesinnungsgenossen den Alt-Katholikenverein, aus dem die  alt-katholische Gemeinde in Düsseldorf hervorging. Er veröffentlichte die Schrift Das neue Dogma von der Unfehlbarkeit des Papstes im Lichte der Vernunft und der alten Lehre betrachtet (1874), unterzeichnete die Koblenzer Laienadresse und wurde Mitglied der Synodalrepräsentanz. Weiter leitete er Privatgesangvereine und komponierte besonders für Kirchengesang. 1874 schrieb er das Buch Ueber die Grundzüge einer rationellen musikalischen Erziehung.
Politisch betätigte sich Hasenclever von 1855 bis 1861 als Abgeordneter Düsseldorfs in der preußischen zweiten Kammer und wurde dann im Wahlkreise Regierungsbezirk Aachen 1 (Malmedy-Montjoie-Schleiden) in den ersten deutschen Reichstag gewählt, wo er als Mitglied der Fraktion der Liberalen Reichspartei zu den entschiedensten Gegnern der ultramontanen Partei gehörte. Die Familie Hasenclever wohnte zuerst in der Hofgartenstraße 8, auch das Sterbehaus des Schwiegervaters, und dann in der  Goltsteinstraße 24 am Hofgarten.
Die Grabstätte von Sophie und Richard Hasenclever befindet sich auf dem südlichen Teil des Golzheimer Friedhofs.